# Омела звичайна
{{#ifeq:0|0|{{#if:|{{#if:Viscumalbum|[[]}}|}}}}
Омела звичайна, або біла (Viscum album L.) — типова рослина роду Омела (Viscum) з родини Омелові (Viscaceae).
Омела біла вважається отруйною рослиною.

## Ботанічний опис
Омела біла — багаторічний вічнозелений квітковий геміпаразит. Оселяється на стовбурах і гілках багатьох листяних деревних та чагарникових порід (на тополях, кленах, березах, вербах, липах, дубах, в'язах, грушах, яблунях, глоді), рідше на хвойних деревах (сосна, ялиця). Має вигляд куща зі сфероподібною формою крони діаметром 30—50 см.
Стебло дерев'янисте, членисте, голе, зелене або в нижній частині коричнувато-зелене, багаторазово дихотомічно розгалужене.
Листки сидячі, супротивні, розташовані попарно на кінцях гілок, зелені, цілокраї, шкірясто-м'ясисті, довгасто-овальної форми, завдовжки 4—7 см та завширшки 0,3—1 см, паралельне жилкування виражене 5—6 невиразними жилками. Опадають восени другого року свого існування.
Ця рослина є дводомною.
Квітки одностатеві, невиразні, жовтувато-зеленого кольору, зібрані по 5—6 у головчастих суцвіттях, які розташовуються в розвилках стебла та на кінцях гілок. Тичинкові квітки з простою, віночкоподібною, трубчастою, чотирироздільною оцвітиною, мають чотири тичинки з сидячими пиляками, прирослими до листочків оцвітини. Маточкові квітки мають оцвітину з 3—4-роздільним відгином. Стовпчик майже відсутній, приймочка сидяча, подушкоподібна, з нижньою зав'язю та одним насінним зачатком.
Плід — ягодоподібний, білий, кулястий або короткоовальний (6—9 мм завдовжки, 5,5—9,5 мм завширшки) з трохи вдавленою верхівкою, одно- або двонасінний. В утворенні плода бере участь розросле квітколоже. Всередині міститься овально-кутувате насіння, оточене шаром клейкого слизу.
Насіння складається із зародка та двох довгастих, щільно стиснених сім'ядолей, забарвлених хлорофілом в темно-зелений колір.
Цвітіння відбувається з кінця березня до початку квітня. Запилення відбувається за допомогою комах (ентомофілія). Плоди дозрівають у серпні та вересні. Поширення насіння в основному відбувається завдяки орнітохорії. Це може відбуватись або як ендозоохорія (птахи охоче поїдають плоди, насіння проходить через шлунково-кишковий тракт птаха та разом з екскрементами потрапляє на гілки дерев і потім проростає), або як епізоохорія (птахи, поїдаючи плоди, забруднюють дзьоб слизом із насінням; очищаючи його об гілки дерев вони залишають на них насіння). Це свідчить про те, що для проростання насіння омели не обов'язково, щоб воно проходило через шлунково-кишковий тракт птахів. Тому воно може поширюватись і без участі птахів, приклеюючись до гілок під час падіння зрілих плодів.

## Поширення
В Україні омела поширена досить широко. Особливо часто зустрічається в лісах Прикарпаття, майже по всьому Лісостепу, на Лівобережжі у злаково-лучних степах, а також на всій території Криму.
Місцеві назви — омела́ бі́ла, барві́нок, берві́нок єлови́й, болячки́, ве́ха́, ви́мела, віха́, воме(и)ла́, вомена, восміл, гамело́, ге́мел(а), ги́ва зеле́на, гніздо вихорове, гомел, гомела, джумка, емела, єлим, єлом, ємела, замело́, и́ви́(і)лга, іви́лга, імела́, комелга, корячни́к, ло́мело, мела́, мі(е)тла́, мітла́ бу́кова, мітла́ чо́ртова, мульга, намели́на, обмил, обми́ла, оме́ла́, омела вербова, омел(ь)га, о́мело́, омелха, оміла, помела, поме́ло́, помело чортове, прокльон баб'ячий, умела, хмини́на, ціломудренник, чай яло́вий, шульга́, ямела́, ямели́на, ямело, ивилга.

## Практичне використання
Лікарська та медоносна рослина.
У науковій медицині використовують молоді стебла з листками омели — Stipites Visci cum Eoliis — або окремо листки як свіжі, так і сухі.
Гілки омели використовують при гіпертонії і як тонізуючий засіб при атонії кишки. Рідкий екстракт з молодих листків застосовують при легеневих і носових кровотечах. Препарат акофіт, до складу якого входить настій зі свіжих листків омели, вживають для лікування різких видів невралгії. Препарати з омели розширюють кровоносні судини і використовуються для лікування стенокардії, зморщеної нирки.
Рослина містить сліди алкалоїдів, смолистої речовини, холін, дубильні, гіркі й сапоніноподібні речовини, жирні кислоти, цериловий спирт.
У народній медицині омела широко застосовується як протиконвульсивний засіб при епілепсії, істерії, запамороченні, як кровоспинний засіб при маткових і гемороїдальних кровотечах. Водний відвар п'ють при підвищеному тиску крові, болях голови, хворобах серця і нервових захворюваннях, астмі, ревматизмі, при проносах, туберкульозі легень і пухлинах, при тривалих менструаціях і як глистогінний засіб.
Зовнішньо листки і плоди омели використовують при ревматизмі, подагрі, набряках лімфатичних вузлів, для пом'якшення наривів.
У гомеопатії використовують есенцію зі свіжих ягід і листків.
Взимку ягоди є улюбленою їжею деяких птахів.
Із ягід добувають клей, який застосовують для боротьби зі шкідниками плодових порід та проти мух.

## Збирання, переробка та зберігання
Збирають ягоди і листки восени і взимку, обламуючи їх на деревах. Для заготівлі гілок з високих дерев користуються секаторами або гачками. Сушать сировину під наметами або в теплих приміщеннях, розстилаючи її тонким шаром на папері або тканині. Сухі листки пакують у мішки або тюки вагою по 25—50 кг, зберігають у сухих, добре провітрюваних, затемнених приміщеннях.
Не можна зберігати в кімнатах, закритих приміщеннях, бо омела виділяє отруйні речовини, дуже небезпечні для людини.

## Хімічний склад
Омела біла містить 0,03—0,10 % віскотоксину (біла аморфна речовина, що складається з великої кількості амінокислот і цукрів), а- і р-віскол, вісцерин, олеанолову і урсолову кислоти, холін і його похідні (ацетилхолін, пропіонілхолін), аміни (віскалін, віскальбін, тирамін та ін.), спирти (пініт, квебрахіт та ін.), флавоноїди (кверцетин, рамнетин, ізорамнетин, рамназин-3-глюкозид, флавоядоринін А і В, гомофлавоядоринін В тощо), жирні олії, аскорбінову кислоту, каротин, смолисті речовини.